# Winkler Prins

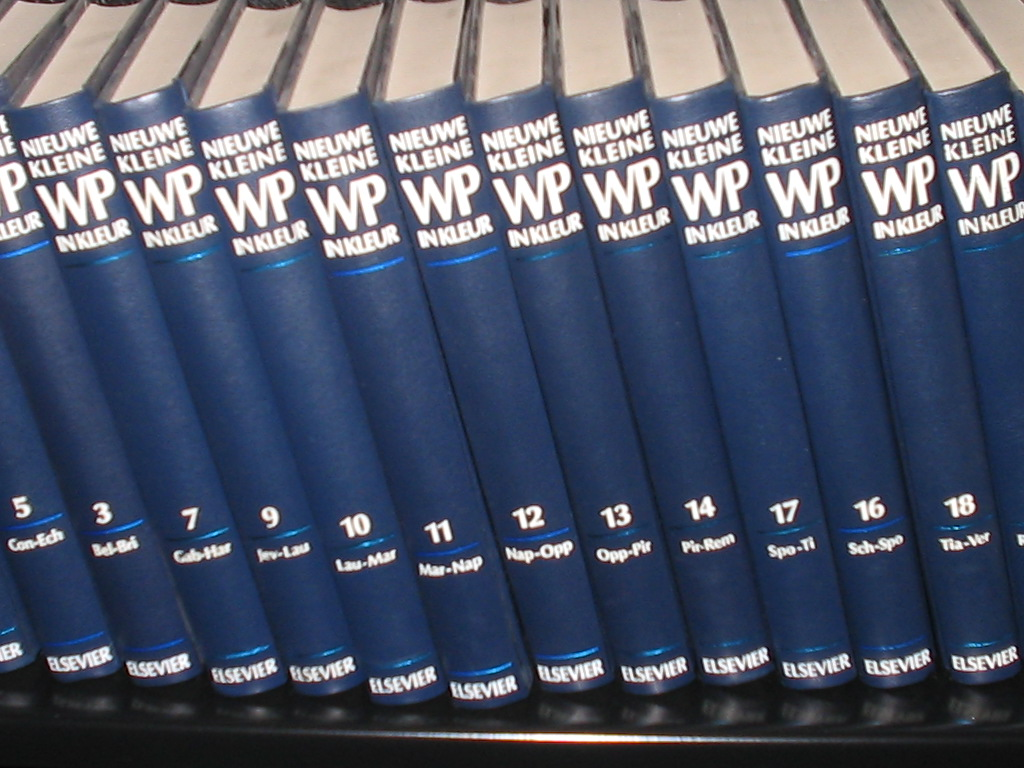
Die kleine Winkler-Prins-Enzyklopädie

Winkler Prins ist die bekannteste und ausführlichste gedruckte Enzyklopädie im niederländischen Sprachraum. Sie erschien später bei Elsevier.

## Enzyklopädie
Ihre Erstauflage erschien zwischen 1870 und 1882 bei dem Amsterdamer Verleger Carel Leonhard Brinkman. Verfasser bzw. Herausgeber war zuerst der niederländische Pfarrer Anthony Winkler Prins, der ausgiebig von der deutschen Brockhaus Enzyklopädie Gebrauch machte. Die wahrscheinlich letzte (9.) Auflage auf Papier wurde von 1990 bis 1993 in 26 Bänden veröffentlicht. Ihre digitalisierte Version, die in Zusammenarbeit mit Microsoft entstand, hieß Winkler Prins Encarta. Nach ursprünglichen Plänen für eine zehnte Auflage gab der Spectrum-Verlag 2008 bekannt, keine gedruckte Ausgabe mehr herauszugeben. Seit 2010 sind drei Online-Versionen unter dem Namen Grote Winkler Prins online sowie Junior Winkler Prins online und Studie Winkler Prins online verfügbar.
„Winkler Prins“ war zudem ein Imprint des Verlages Het Spectrum.